# Dunkelbäuchiger Schlangenkopffisch
Der Dunkelbäuchige Schlangenkopffisch (Parachanna obscura) ist ein Süßwasserfisch aus der Familie der Schlangenkopffische, der in Afrika weit verbreitet ist. Das Verbreitungsgebiet reicht vom Senegal über das Einzugsgebiet von Volta und Niger über das Stromgebiet des Schari bis zum Nil und südlich bis in das Kongobecken. Es schließt auch zahlreiche Küstenflüsse in Westafrika und Niederguinea mit ein. Im küstennahen Niederguinea in einigen Regionen des Kongobeckens lebt die Art sympatrisch mit Parachanna insignis.

## Merkmale
Der Dunkelbäuchige Schlangenkopffisch erreicht eine Maximallänge von 50 cm und hat den für Schlangenkopffische typischen langgestreckten, sich nach hinten etwas verjüngenden Körper mit langer Rücken- und Afterflosse. Der Kopf ist abgeflacht und mit relativ großen Schuppen bedeckt (größer als die Körperschuppen). Der Unterkiefer des Raubfisches steht etwas vor und ist mit vier bis sechs gut entwickelten Fangzähnen bestückt. Rücken- und Afterflosse haben keinen Kontakt zur abgerundeten Schwanzflosse. Die Seitenlinie ist in den meisten Fällen durchgehend, manchmal auch unterbrochen.
- Flossenformel: Dorsale 39–45, Anale 26–32.[1][3][2]
- Seitenlinienschuppen 65–78, Querreihenschuppen 19–24.[3]

Die Fische sind olivfarben bis schwärzlich und zeigen auf den Körperseiten fünf bis acht polygonförmige oder mehr oder weniger abgerundete dunkle Flecken. Der Bauch ist ockerfarben. Zwischen dem hinteren Augenrand und dem Hinterrand des Kiemendeckels liegt ein dunkler Streifen. Fingerlange Jungfische sind ockerfarben und besitzen auf den Körperseiten ein dunkles Band, das von der Schnauzenspitze bis zum Hinterrand der Schwanzflosse reicht. Auf den Flossen befinden sich in Reihen angeordnete dunkle Flecken oder Punkte. Ein runder schwarzer Fleck befindet sich auf der Schwanzflossenbasis. Während der Balz werden die Männchen schwarz bis blauschwarz.

## Lebensweise
Die Art kommt in Flüssen, Seen, Bächen und Sümpfen vor. In fließenden Gewässern bevorzugt sie ruhige Abschnitte. Oft halten sich die Fische am Rand der Vegetation oder zwischen untergegangenen Baumstämmen oder Ästen auf. Der Dunkelbäuchige Schlangenkopffisch ist anscheinend weitgehend piscivor und wird z. B. in Benin in Aquakulturen eingesetzt, um die übermäßige Vermehrung von Tilapia-Arten zu kontrollieren. Jungfische fressen Copepoden, Insektenlarven und kleine Garnelen. Der Dunkelbäuchige Schlangenkopffisch ist ein Offenlaicher. Bei der Balz nicken die Männchen heftig mit dem Kopf und entlassen zahlreiche kleine Luftblasen aus den Kiemendeckeln. An der Stelle, an der sich die Luftblasen an der Wasseroberfläche sammeln, wird dann auch abgelaicht. Die Brut wird von den Eltern sehr aggressiv bewacht.

## Belege
1. 1 2 3 4  Melanie L. J. Stiassny, Guy G. Teugels, Carl D. Hopkins: The Fresh and Brackish Water Fishes of Lower Guinea, West-Central Africa. Band 2. Muséum national d’histoire naturelle / Musée royal de l’Afrique Centrale, Paris / Tervuren 2007, ISBN 978-9-0747-5221-3, S. 241–243 (PDF; 11,3 MB).
2. 1 2  Parachanna obscura auf Fishbase.org (englisch)
3. 1 2 3  Walter R. Courtenay, Jr., James D. Williams: Snakeheads (Pisces, Channidae) — A Biological Synopsis and Risk Assessment. U.S. Geological Survey circular, ISBN 0-607-93720-3, S. 125 u. 126.
4. 1 2  Nora Brede, Pascal Antler: Schlangenkopffische: Die Gattungen Channa und Parachanna. Natur und Tier-Verlag, 2009, ISBN 978-3-86659-104-2, S. 29 u. 55.